# El detenido
«El Detenido» es el primer sencillo de la banda chilena Los Bunkers, editado en su primer álbum debut homónimo. Existe una versión de este tema en vivo realizada en el programa de radio "Las Raras Tocatas de la Rock & Pop" en 2001. Con este tema también empezaron el concierto en el Teatro Caupolicán celebrando sus 10 años como banda en 2011. A fines de 2020 lanzaron la versión remasterizada de la canción y el videoclip de está dirigido por Camila Urban.

## Historia
La letra está inspirada en Viviana Díaz, en ese tiempo presidenta de la Agrupación de Familiares de Detenidos Desaparecidos. En el documental "Vida de perros", los hermanos Durán cuentan que la canción al principio se iba a llamar Detenido Desaparecido, pero que un taxista, al escucharlos hablar sobre la idea, les recomendó que solo le pusieran "El Detenido", ya que era un título fuerte para una canción sobre un tema muy sensible para los chilenos. La letra cuenta la historia de un Detenido desaparecido en primera persona.

## En la cultura popular
- Esta canción aparece en el documental Estadio Nacional (2003) de Carmen Luz Parot.

## Créditos
- Álvaro López – voz principal
- Francisco Durán – guitarra eléctrica y coros
- Mauricio Durán – guitarra eléctrica y coros
- Gonzalo López – bajo eléctrico
- Mauricio Basualto – batería